# Marc-François Mignot Mahon
Pour les articles homonymes, voir Mahon.
Marc-François Mignot Mahon
Marc-François Mignot Mahon, né le 1er février 1967 à Neuilly-sur-Seine, est un chef d'entreprise français. Il est président exécutif du groupe Galileo Global Education depuis mai 2017,,,,.

## Biographie

### Origines et formation
Marc-François Mignot Mahon naît dans les Hauts-de-Seine puis passe une partie de sa jeunesse à Paris.
Après des études secondaires Notre Dame de Bury à Margency, il suit des études d'électronique option physique théorique à l'école d’électronique de Taverny. Il fait des études de droit de la propriété intellectuelle et d'histoire de l'art à l'Université Paris 1 Panthéon-Sorbonne Tolbiac de 1983 à 1988.

### Carrière

#### Début de carrière
Il commence sa carrière dans la musique en organisant des concerts et des événements internationaux. Il dirige ensuite une maison de disques. Il crée des sociétés d’édition et de production de CD-ROM éducatifs et culturels comme Le Louvre,.
En 1998, il devient secrétaire général de l'AFEM (Association française des entreprises de l’internet et du multimédia).

#### Groupe Cifap-Cifacom-Hetic
Il crée le groupe Cifap en 1997 à Montreuil, l'école Hetic spécialisé dans les métiers de l'internet en 2002 puis l'école Cifacom spécialisé dans l'audiovisuel et le graphisme en 2003.

#### Sollan
Il crée la société Sollan en 2001, spécialisée dans la gestion des données non-structurées en entreprise.

#### Studialis- Galileo Global Education France
Il dirige le pôle Arts & Création de Studialis de 2010 à 2014, qui rassemble alors 12 écoles telles que le Cours Florent, Strate Ecole de Design, IESA, CLCF.
Il devient Directeur Général de Studialis en 2013, puis président de Studialis-Galileo Global Education France en 2015 à la suite du rachat de Studialis par Galileo Global Education. Il lance en 2016 le projet "French Touch" qui vise à développer les écoles du groupe Studialis à l'international,.
Il réalise l'acquisition de l'Institut Supérieur du Management (ISM) à Dakar en février 2017,.

#### Galileo Global Education Monde
Il devient Président de Galileo Global Education Monde en mai 2017. Il fait de Galileo le 1er groupe européen de l'enseignement supérieur privé, qui forme, fin 2022, 200 000 personnes sur 106 campus et dans 15 pays, avec un chiffre d'affaires 2021 de 1 milliard d'euros,.
Fin 2022, il recrute pour Galileo 3 personnalités bien connues des français : Martin Hirsch, Guillaume Pepy et Muriel Pénicaud. Martin Hirsch et Muriel Pénicaud entrent au conseil d'administration, dont Hirsch devient le vice-président. Guillaume Pepy devient le président du conseil de surveillance de l'EM Lyon, à laquelle Galileo prend fin 2022 une participation de plus de 40% du capital.

### Autres fonctions
Depuis 1998, il est président ou bien secrétaire général de l'AFEM (Association française des entreprises de l’internet et du multimédia), organisme créé en 1992 par le ministère de la culture pour rassembler les entrreprises du secteur.
Il est secrétaire général de la FING à partir de 2008 et est élu en 2013 au collège Recherche et enseignement du conseil d’administration de la FING.